# Истрорумыны

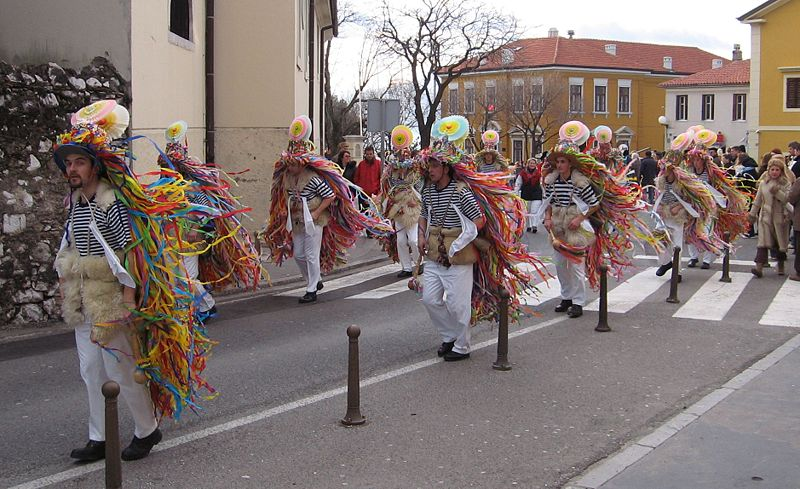
Праздничное шествие истрорумынов

Истрорумыны (истрийские влахи; самоназвания — чичи, чирибири, власи — и.-рум. vlahi; на хорватском чири — хорв. čiri) — один из восточно-романских народов, а также одно из самых малочисленных автохтонных национальных меньшинств мира. По состоянию на начало XXI века истрорумыны в количестве от 500 до 1000 человек проживают в основном на северо-востоке полуострова Истрия, Республика Хорватия, в нескольких населённых пунктах близ горы Учка (Монте-Маджоре).
Ещё в XVIII веке ареал их расселения простирался от Триеста на севере до ряда адриатических островов на юге. Исторически родным является истрорумынский язык. С XVII—XVIII веков истрорумыны стали двуязычны, а к концу XX века практически полностью перешли на штокавский диалект хорватского языка. Верующие, исторически православные, в хорватской среде восприняли католичество. Имена и фамилии полностью хорватизированы (напр. Вальня Смилович, Звездана Врзич и проч.). Историческое занятие истрорумын, как и всех валашских групп — полукочевое скотоводство, в настоящее время сочетается с воспринятым у славян земледелием. В середине XX века небольшая группа истрорумын эмигрировала в г. Нью-Йорк, США, где проводит деятельность по сохранению памяти о данном языке.

## История
Вопрос об истории и этногенезе народа дискуссионен. По мнению лингвиста О. Денсушяну, истрорумыны представляют собой несколько пластов дакорумынского населения различных эпох. В отличие от автохтонных романоязычных далматинцев, несколько групп валахов, в том числе и морлахи, мигрировали в Истрию из Дакии между IX и XIII веками. В процессе своей продолжительной миграции, дакорумынские группы шли сначала на юг, где контактировали с арумынами и славянами в VIII—X веках, а затем ушли на северо-запад Балкан в XI—XIII веках. В истрорумынской лексике поэтому отсутствуют венгерские элементы, которых много в румынском. Эндоэтноним румынь не сохранился.